# فرودگاه بیووال
فرودگاه بیووال (به انگلیسی: Beauval Airport) یک فرودگاه همگانی است که یک باند فرود شن دارد و طول باند آن ۹۷۵ متر است. این فرودگاه در کشور کانادا قرار دارد و در ارتفاع ۴۳۸ متری از سطح دریا واقع شده‌است.